# فارس الشمري
فارس الشمري لاعب كرة قدم سعودي يلعب في نادي الصقر.

## مسيرة اللاعب
لعب سابقاً لأندية الكوكب والرياض و الفيحاء والمجزل و الدرع .

## الحياة الشخصية
فارس هو شقيق اللاعبين عبد الله الشمري و منصور الشمري.